# Cide
Cide là một huyện thuộc tỉnh Kastamonu, Thổ Nhĩ Kỳ. Huyện có diện tích 664 km² và dân số thời điểm năm 2007 là 20382 người, mật độ 31 người/km².